# Mireya Baglietto
Mireya Baglietto (Olivos, Buenos Aires, 25 de septiembre de 1936) es artista, ceramista, pintora, escultora e investigadora argentina y creadora del Arte Núbico. De formación casi autodidacta, es considerada una artista atípica dentro del escenario de las artes visuales de su país. Ha realizado numerosas exposiciones, muchas de ellas a nivel internacional y ha sido reconocida con diversos premios por su trayectoria, incluyendo el premio Konex como una de las cinco figuras más importantes de la historia del arte cerámico argentino y el Gran premio de Honor del Salón Nacional de Artes Visuales.

## Biografía
Hija de María Esther Norton y José Francisco Baglietto, vivió su infancia y adolescencia en Olivos. Cursó sus estudios secundarios en el Colegio Comercial de San Isidro y en el Instituto Martín y Omar. En 1958 se casó con Horacio Félix Florit con quien tuvo cinco hijos; Luciano, Dionisia, Bernardo, Juan Cruz y Jimena.
En 1954, cuando era adolescente asistió al taller de cerámica de Ana Mercedes Burnichon. Seguidamente fue invitada a formar parte del grupo “Artesanos”, un grupo pionero que reunía a jóvenes ceramistas de vanguardia de la Argentina con el que realizó numerosas exposiciones en calles, plazas y centro de cultura del país. 
En 1963 recibió la beca del Institute of International Education, Fundación Ford y ese mismo año asumió la dirección del Taller de Arte Cerámico del Instituto de Cultura Superior, donde permaneció hasta 1968, año en que funda su propio espacio de enseñanza en el barrio porteño de Montserrat. Allí trabajó el proceso creativo, la práctica cerámica y la investigación de esmaltes. En 1973 comenzó a hacer escultura, dibujar y pintar y poco tiempo después se trasladó a una vieja casona del barrio de Colegiales para dedicarse, casi con exclusividad, a su obra. Durante ese largo período estudió con Héctor Cartier, Osvaldo López Chuhurra, Norberto Onofrio y Néstor Cruz.

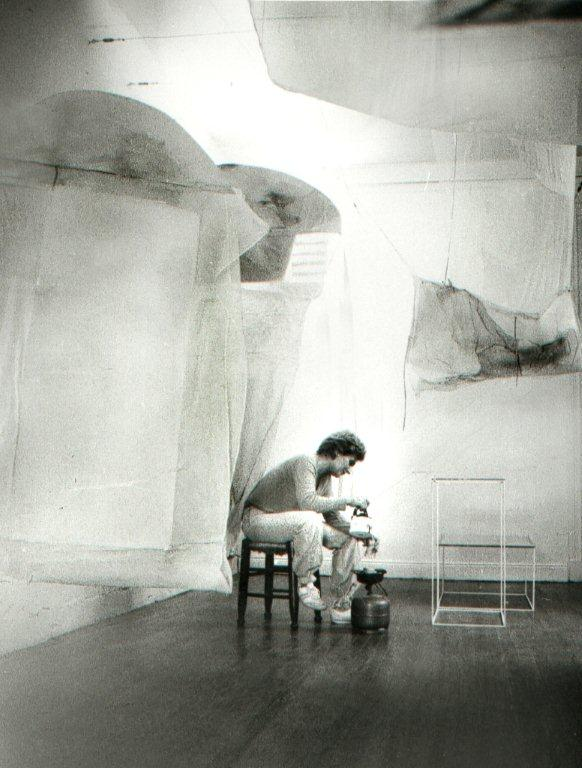
Baglietto durante el proceso creativo en su estudio de Colegiales, año 1980

En 1980 a causa de una profunda crisis existencial dejó de lado la creación de objetos elaborados a través de la materia y se dedicó a la exploración directa, sensorial y espiritual con el espacio total, la unidad que todo lo contiene. Saltó así de la lógica de la transformación de los cuatro elementos propios de la cerámica, a la lógica de la ingravidez y la inmaterialidad, un camino sin referencias que ahonda en las capacidades humanas a través de un cambio radical de la mirada. A nivel conceptual se planteó dejar de lado los márgenes temporo espaciales provenientes de la física de Newton y el pensamiento de Descartes, apartándose de la concepción dualista que hace a la separatividad para promover la interacción holística. Se lanzó a la búsqueda de vínculos carentes de cauces prefijados y de coordenadas predeterminadas, abandonando el mundo de las formas, los símbolos y los mitos. 
Creó así el Arte Núbico, un camino de síntesis que se explora a través del cuerpo para gestar una particular ética y estética de lo inconcluso y transformador. Consideró la percepción del espacio como unidad, como experiencia altamente propicia para habilitar y/o enriquecer nuevos sistemas de ver, sentir y pensar el mundo. 
En 1981 realizó su primera Nube, un espacio plástico y polisensorial que dio inicio a otras obras y acciones creativas. En 1982 montó su segundo espacio núbico en la ciudad de Tucumán y en 1983 representó a la Argentina en la XVII Bienal Internacional de San Pablo, con su obra "La Nube III, espacio plástico polisensorial” que marcó un suceso de público pocas veces logrado anteriormente. En años sucesivos realizó tres eventos de envergadura en la sala Cronopios del Centro Cultural Recoleta y diversos espacios de Argentina y España. 
Expresó:
“Lo más importante de mi vida creativa es haber encontrado el mundo de lo no manifiesto e intangible y los recursos para que otras personas los puedan percibir al ritmo de sus propias capacidades de sentir y pensar. La obra fue creada, los resultados comprobados a través de cientos de miles de personas; ahora deberán ser los científicos, quienes tomen la iniciativa de investigar y convalidar los procesos neurológicos y su relación con los territorios del espíritu que ésta produce.”

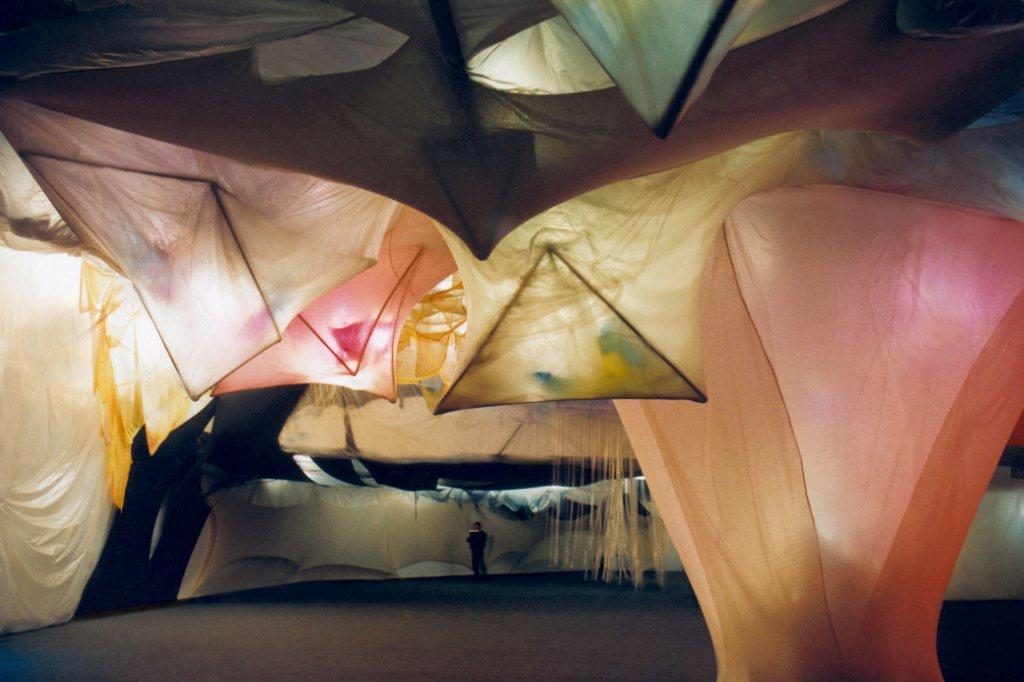
ARCOIRIS. Vista panorámica del espacio de 700m2. Centro Cultural Recoleta, año 1995.

En 1998 participó en la creación de la obra "Identidad" para Abuelas de Plaza de Mayo, junto con otros 12 artistas plásticos de reconocida trayectoria y compromiso con los derechos humanos, entre ellos: Nora Aslan, Diana Dowek, León Ferrari, Rosana Fuertes, Luis Felipe Noé, Daniel Ontiveros, Juan Carlos Romero y Marcia Schvartz. La obra fue montada en la Sala Cronopios del Centro Cultural Recoleta y continuó en gira hasta 2005 por Museos de Bahía Blanca y Mar del Plata, Provincia de Buenos Aires; Galería Fundación 3,14, Bergen, Noruega; Museo Nacional de Lubliana, Lituania; Haus am Kleistpark, Berlín, Alemania; North Dakota Museum of Modern Art, Estados Unidos. 
En 2005 recibió el Gran Premio de Honor Presidente de la Nación en el 94.º Salón Nacional de Artes Visuales, disciplina Cerámica por su obra “Planeta Alterno"
En 2013 realizó Miradas Núbicas, una muestra antológica que reunió 33 años de trabajo montada en el Palais de Glace. En ese mismo año sintetizó sus inquietudes a través del lema:
“Ampliar la mirada, sentir qué se siente, trasponer culturas, volver al origen, ser el universo, repensar el mundo.”

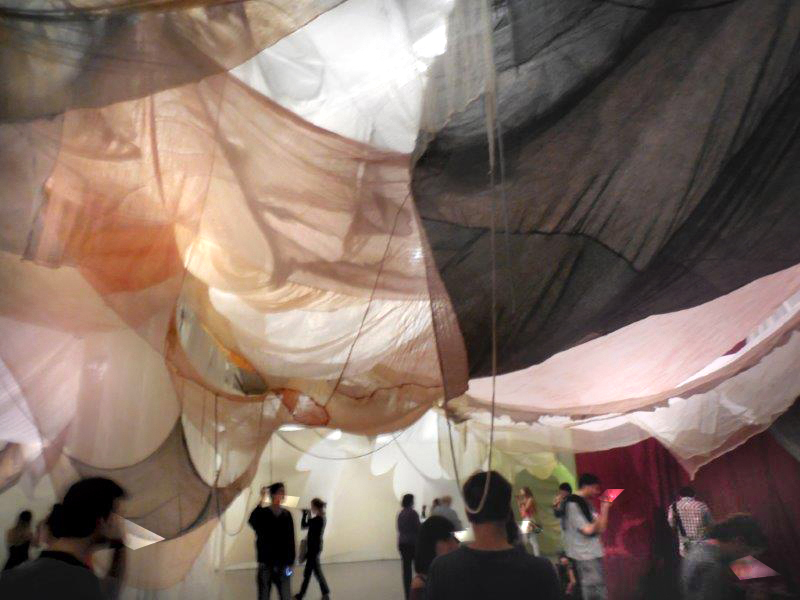
MIRADAS NUBICAS 2013. Muestra antológica que reunió la obra de 33 años, realizada en el Palais de Glace de Buenos Aires

Como figura pública ha apoyado y participado de diferentes grupos de espiritualidad, ecología y ambiente. Siempre desde una posición no dogmática, en las décadas del 80 y 90 organizó infinidad de encuentros, ceremonias y meditaciones en diversos espacios y plazas de Buenos Aires y en su propio estudio. Desde el tema recurrente “El espacio que nos une” realizó meditaciones de apertura en diversos actos interreligiosos, entre los que cabe destacar el celebrado en 1992 en honor a su SS el Dalái lama en la Catedral de Buenos Aires y el realizado en 1995 dentro del espacio núbico ARCOIRIS, en conmemoración del 50 aniversario de Naciones Unidas, donde solo se cantaron canciones por la paz del mundo. 
En 1989 durante la puesta de su obra "La Trama Humana" creó el proyecto HAGAPAZ que concretó en 1990 junto a la Fundación Libre y que se llevó a cabo en la Plaza de las Naciones Unidas de la Ciudad de Buenos Aires. El acto consistió en reunir y mezclar tierras de todas las provincias argentinas, para ser entregadas luego a cada una de ellas. Estas ceremonias fueron y siguen siendo reiteradas en diversas oportunidades. 
En 2009 realizó una instalación ambiental y coordinó una meditación de apertura en el VI Congreso Iberoamericano de Educación Ambiental organizado por la Secretaría de Ambiente de la Nación en San Clemente del Tuyú. El tema fue “Nosotros La Tierra” 

## Actividad Docente
Durante su etapa de ceramista (1958-1978) creó el Taller para Estudios Cerámicos que lleva su nombre, donde se formaron numerosos ceramistas argentinos.
A partir de 1985, cuando el Arte Núbico quedó establecido como una tendencia, desarrolló una vasta tarea de docencia tanto en su propio estudio como en diversos centros y universidades argentinas, trabajando sobre el despertar de la sensibilidad creativa en relación con la materia y el espacio atemporal.
Fue Profesora Invitada de la Universidad Nacional de Cuyo (1992-1993), de la Universidad Nacional del Centro de la Provincia de Buenos Aires (1994) y de la Universidad de Belgrano donde realizó 27 talleres de Arte Núbico en casi todas las Facultades de dicho establecimiento.
Fue creadora y titular de los seminarios de posgrado "Espacio Abierto" y “Núbika, un nuevo paradigma del arte” en el Instituto Universitario Nacional del Arte (IUNA) (2004-2007).
En la actualidad continúa con la labor docente realizando talleres y seminarios de Arte Núbico en diferentes instituciones así como también en numerosos organismos educacionales de nivel inicial.

## Obra
- 1986 Projeto Verlelho Museo de Arte Brasileira, Fundación Álvarez Penteado Sao Pãulo Brasil. Muestra Internacional de Escultura al Aire Libre . Fortaleza, Ceará. Brasil
- 1990 La Nube 5 en Rosario. Patio de la Madera.
- 1996 Homenaje al Árbol Planetario. Muestra Internacional de Escultura al Aire Libre, junto a otros artistas internacionales. Instalación textil al aire libre. SESC, Porto Alegre, Brasil
- 1996 Stand Página 12. Stand para Feria del Libro. Centro Municipal de Exposiciones. Buenos Aires.
- 1996 Escenografía para la obra de Javier Villafañe. Sala Cunill Cabanellas. Teatro General San Martín, Buenos Aires.
- 1996 La Nube 6 en Tandil, Galería Betbeder, primera Nube a escala habitacional.
- 2001 Punto de Encuentro. III Festival Internacional de Teatro. Transformación espacial del 9º piso del Teatro General San Martín. Buenos Aires
- 2003 Homenaje a Luis Vives. Intervención escultórica en el claustro de la Universidad La Nave, Valencia, España.
- 2004 Útero. Instalación sonora. Junto a Álex Fernández. Salón Nacional de Artes Visuales. Buenos Aires.
- 2004 Homenaje al Espíritu Humano. Instalación neumo cinética y acústica realizada junto a Álex Fernández. Espacio Giesso. Buenos Aires.
- 2005 Refugios de la Mirada. Instalación Participativa. 25 años del Centro Cultural Recoleta. Buenos Aires.
- 2006 Corazón Pulsante. Espacio Núbico cinético realizado junto a Álex Fernández para el evento Corazones Vivos. Fundación Favaloro. La Rural. Buenos Aires.
- 2007 Pulsos. Instalación neumo cinética y acústica realizada junto a Álex Fernández. Museo de Calcos. La Noche de los Museos. IUNA Buenos Aires.
- 2007 Arbóreos. Instalación Participativa. Terreno de Arte Experimental II. Propuesta Claudia Aranovich. Dirección General de Museos. Buenos Aires.
- 2007 Organismo Atento. Instalación escenográfica en Arte Clásica. Costa Salguero. Buenos Aires.
- 2007 La Nube Santa Rosa. Espacio Núbico Gira Nacional. Museo Provincial de Artes. Santa Rosa, La Pampa.
- 2008 La Nube Mar del Plata. Espacio Núbico Gira Nacional. C. C. Radio City-Roxy. Mar del Plata.
- 2008 La Nube Ushuaia. Espacio Núbico Gira Nacional. Centro Beagle. Ushuaia. Tierra del Fuego.
- 2008 La Nube San Juan. Espacio Núbico Gira Nacional. C. C. Amadeo Conte Grand. San Juan.
- 2010 Arte y Pensamiento Núbico. Muestra antológica. C. C. Paco Urondo. Buenos Aires.
- 2010 Dos instalaciones escenográfica en Colectivo Imaginario con Canela Canal TN. Buenos Aires.
- 2011 Euqsob, el bosque invertido. Instalación participativa. Galería Pasaje 17. Buenos Aires.
- 2011 Tierraviva. Instalación participativa. Espacio Landmark Arteclásica. Buenos Aires.
- 2013 Miradas Núbicas Rosario. Blitz Arte y Eventos. Rosario. Santa Fe.
- En 2013 llevó a cabo Miradas Núbicas, una importante muestra antológica en el Palais de Glace donde reunió 33 años de trabajo incluyendo nuevos Refugios de la Mirada, Conos, Árboles Núbicos y creaciones neumo-cinéticas que respiran y se elevan, estas últimas realizadas junto al artista Álex Fernández
- 2015 La Nube Galpón. Espacio instalado en el Galpón Piedrabuenarte

Los Espacios Núbicos se desarrollaron en espacios que oscilan entre los 50 y 800 m². Todos ellos,  como así también las obras llevadas a cabo al aire libre fueron realizadas con equipo de colaboradores de distintas áreas: artistas plásticos, músicos, técnicos, coordinadores y colaboradores para la atención del público.

## Premios y reconocimientos
A lo largo de su carrera ha sido distinguida con diversos premios, todos ellos enmarcados dentro de las disciplinas tradicionales de cerámica, escultura, dibujo y pintura. Cabe destacar que el Arte Núbico no tiene pertenencia a ningún género concursable. 
- 1960 Premio Mención "Marcelo de Ridder" a los Jóvenes Ceramistas Argentinos.
- 1962 Medalla de Oro en la Exposición Internacional de Cerámica Contemporánea, en Praga, Checoslovaquia.
- 1962 Tercer Premio Salón Anual de Arte Cerámico y I Salón Internacional. Museo Nacional de Bellas Artes.
- 1964 Becada por el Institute of International Education (Fundación Ford).
- 1974 Primer Premio en el XVII Salón Anual de Arte Cerámico.
- 1977 Primer Premio de Escultura Salón Nacional de Arte Cerámico.
- 1978 Primer Premio de Pintura Salón "Arte en el Deporte".
- 1979 Primer Premio de Pintura Salón Fernán Félix de Amador.
- 1980 Premio "Universidad Nacional del Litoral". Dibujo 57.º Salón Anual de Santa Fe.
- 1982 Segundo Premio Dibujo Salón Municipal de Artes Plásticas Manuel Belgrano.
- 1982 Premio Konex por ser figura relevante de la historia del Arte Cerámico Argentino.
- 1987 Invitada de Honor al Salón Nacional de Arte Cerámico.
- 1988 Premio Alicia. Fundación Reconocimiento a una Actitud en la Vida.
- 1994 Reconocimiento a la trayectoria otorgado en la Municipalidad de Vicente López.
- 1995 Premio Carrusel de las Artes.
- 1996 Segundo Premio Stand de PÁGINA/12 Feria del Libro.
- 2005 Gran Premio de Honor del Salón Nacional de Artes Visuales con su obra Planeta.
- 2006 Premio Centro Transdisciplinario de Santa Fe. Salón Nacional de Santa Fe.

El año 2017 diversas instituciones artísticas, culturales y gubernamentales celebraron un Homenaje Conjunto a Mireya Baglietto, con la participación del Ministerio de Relaciones Exteriores y Culto, el Museo de Calcos y Escultura Comparada “Ernesto de la Cárcova”, el Centro Cultural de la Ciencia y la galería de arte “Jacques Martínez”.
El 8 de agosto de 2017 el Honorable Senado de la Nación Argentina le otorgó la Mención de Honor "Domingo Faustino Sarmiento". 
Ese mismo año fue invitada por el Centro Cultural de la Ciencia a participar del XV Congreso RedPOP con su obra “La Nube Inquieta” y a dialogar sobre “Arte y Neurociencias”
La Legislatura de la Ciudad Autónoma de Buenos Aires la distinguió como "Personalidad Destacada en el ámbito de la Cultura"
La Nube, obra emblemática del arte participativo, ha sido declarada de interés cultural y/o nacional por:
Secretaría de Cultura de la Nación,

Secretaría de Cultura del Gobierno de la Ciudad Autónoma de Buenos Aires,

Consejo de Paz de la República Argentina,

Fondo Nacional de las Artes,

Cámara de Diputados de la Nación,

Ministerio de Innovación y Cultura de la Provincia de Santa Fe.
El filósofo francés Pierre Restany destacó al Arte Núbico como un nuevo estilo del arte.
En 1988 expresó acerca de esta artista: 
“... la verificación práctica del funcionamiento de la obra, concreta en el espíritu de la autora los elementos de una estrategia expresiva, el dispositivo preciso que dio origen a un nuevo estilo. Después de muchos años de contacto, que me permitieron seguir el desarrollo de su lenguaje de síntesis, tuve la oportunidad de encontrarla esta vez, en octubre de 1988 en Buenos Aires, en un momento crucial de la plenitud de su visión. (...) La interactividad existencial sigue siendo, por supuesto, el centro de su investigación. La evolución interna de Mireya Baglietto la proyecta al futuro y la prepara para afrontar nuevas tecnologías y las mutaciones biogenéticas de la nueva sociedad que predice la condición posmoderna (...) el pueblo profundo, que participa en el recorrido psicosensorial de sus Nubes, dice “SI” en forma masiva a su mensaje de poesía, de liberación y de mutación de los datos del conocimiento sensorial. Vox populi vox Dei, el Dios del cielo de Mireya Baglietto es el futuro, el de la fe del hombre en el seno de un nuevo dispositivo de producción existencial y planetario”.

## Videos
- 1983-1090 “Las Nubes” Obras varias
- 1981-2011 “Mireya y Las Nubes” Recopilación de obras
- 2010-2011 “Operación Consciencia” Investigación
- 2011 “EUQSOB, El bosque invertido” Canal (á)
- 2011 “Tierraviva”
- 2013 “Qué hacemos con el arte”

- Datos: Q28504020